# Част Прицијевих
Част Прицијевих (енгл. Prizzi's Honor) амерички је црно хуморни криминалистички филм из 1985. године у режији Џона Хјустона, по сценарију Ричарда Кондона и Џенет Роуч. Главне улоге тумаче: Џек Николсон и Кетлин Тарнер.
Двоје веома вештих плаћених убица су ангажовани да се међусобно поубијају. Међутим, док покушавају да пронађу најбољи начин да испуне своје мисије, на крају се заљубе.

## Радња
Чарли Партана је убица њујоршке мафијашке породице на чијем је челу стари Дон Корадо Прици, чијим пословима се углавном баве његови синови Доминик и Едуардо и његова дугогодишња десна рука Анђело, који је Чарлијев отац.
На породичном венчању, Чарли се брзо заљубљује у прелепу жену коју не препознаје. Упита Мејроуз Прици, отуђену Доминикову ћерку, да ли препознаје жену, несвестан чињенице да Мејроуз још увек гаји осећања према Чарлију, пошто му је некада била љубавница. Мејроуз је у немилости свог оца јер је побегла са другим мушкарцем пре краја њене романсе са Чарлијем.
Чарли лети у Калифорнију да изврши уговор, (да убије човека) по имену Маркси Хелер због пљачке казина у Невади. Изненађен је када сазна да је Маркси отуђени муж Ајрин, жене са венчања. Она отплаћује део новца који је Маркси украо јер Чарли наивно (или намерно) верује да Ајрин није умешана у превару у казину. До овог тренутка су се заљубили и на крају отпутовали у Мексико да се венчају. Љубоморна Мејроуз сама путује на запад да би утврдила да је Ајрин преварила организацију. Ова информација донекле враћа Мејроуз у милост код њеног оца и пред Доном. Чарлијев отац касније открива да је Ајрин (која је тврдила да је порески консултант) заправо „уговарач” који, као и Чарли, изводи атентате за мафију.
Доминик, делујући на своју руку, жели да Чарлија склони с пута и унајмљује некога да га убије, не знајући да је управо дао посао Чарлијевој супрузи. Анђело стаје на страну свог сина, а Едуардо је толико згрожен поступком свог брата да помаже да Доминик буде трајно уклоњен из породице.
Ајрин и Чарли се удружују у отмици која ће обогатити породицу, али она у том процесу пуца у жену полицијског капетана убијајући је, тиме угрожавајући пословни однос организације са полицијом. Дон од Ајрин и даље тражи велику суму новца за њене неовлашћене активности у Невади, коју она не жели да плати. Временом, како притисак због убиства жене полицијског капетана расте, Дон каже Чарлију да његова жена „мора да иде”.
Ствари долазе до ескалације у Калифорнији када, понашајући се као да је све у реду, Чарли долази кући својој жени. Обоје истовремено повлаче оружје у спаваћој соби једно на друго. Ајрин завршава мртва, а Чарли се враћа у Њујорк, и иако му Ајрин недостаје, утешен је од Мејроуз.